# Mohamed Hamdan Dagalo
Mohamed Hamdan Dagalo (również Hemetti lub Hemedti; ur. 1973/1975) – sudański generał, dowódca Sił Szybkiego Wsparcia..

## Wczesne lata
Źródła nie opisują jednakowo jego daty urodzenia. Niektóre mówią o 1973 roku, inne o 1975, miał urodzić się w plemieniu Mahariya podsekcji Awlad Mansour ze społeczności Rizeigat w Darfurze, jako siostrzeniec wodza plemienia Rizeigat zajmującego się handlem wielbłądami. Porzucił szkołę w trzeciej klasie. Najczęstszą historią o Dagalo jest to, że został zmuszony do chwycenia za broń w konflikcie w Darfurze, kiedy zaatakowano jego wysłannika handlowego, zabito 60 członków jego rodziny i splądrowano jego wielbłądy.

## Kariera wojskowa
Piął się po szczeblach kariery, przykuwając uwagę prezydenta al-Bashira, który rekrutował Dżandżawidów do walki z przeciwnikami, którzy w 2003 roku rozpoczęli bunt przeciwko jego rządom w Darfurze, a Dagalo wkrótce został dowódcą. Organizacje praw człowieka oskarżały Dżandżawidów o zbrodnie wojenne – w tym zabójstwa, gwałty i torturowanie ludności cywilnej – przez cały konflikt w Darfurze. Dagalo w 2013 połączył struktury Dżandżawidów w nową siłę RSF pod auspicjami prezydenta i jego narodowych służb wywiadowczych i bezpieczeństwa. Został mianowany generałem brygady przez rząd Omara al-Baszira w latach 1989–2019, który od 10 czerwca 2019 r. jest zbiegiem oskarżonym o zbrodnie wojenne, zbrodnie przeciwko ludzkości i ludobójstwo przez Międzynarodowy Trybunał Karny. Sudański rysownik polityczny Khalid Albaih twierdził, że żołnierze dowodzeni przez Hemettiego „popełnili niezliczone zbrodnie wojenne” podczas wojny. Wiele źródeł opisuje zbrodnie wojenne przeciwko ludzkości powstałe z jego inicjatywy. Badacz Sudanu, Eric Reeves, oszacował, że jest „prawdopodobne”, że Hemetti „zgromadził na rękach więcej sudańskiej krwi w konflikcie w Darfurze i Kordofanie Południowym – jak również w Chartumie i gdzie indziej – niż jakikolwiek inny człowiek w kraju” i że zarządzanie wojną przez Hemettiego odbywało się „poprzez seryjne okrucieństwa, w tym ludobójstwo i zbrodnie przeciwko ludzkości”. Wkrótce Dagalo otrzymał dalszą legitymację i duży stopień autonomii, gdy al-Bashir, pod wrażeniem działań Dagalo, zaczął polegać na nim i jego bojownikach, aby wytępić wrogów w Darfurze i innych miejscach w Sudanie. Zdobył stopień generała porucznika i otrzymał wolną rękę, gdy przejął kopalnie złota w Darfurze należące do rywalizującego przywódcy plemiennego.
23 listopada 2004 roku Hemetti wraz z milicją Rizeigat doprowadzili do zamordowania 126 mieszkańów wioski Adwa znajdującej się w południowej części Darfuru. Milicja spaliła wszystkie domy, niektóre ciała spaliła, a inne wrzuciła do studni, aby ukryć dowody masakry.
W latach 2014–2015 z inicjatywy Dagalo przeprowadzono operację „Decydujące Lato” w Darfurze podczas której dokonywała „zabójstw, masowych gwałtów i torturowania ludności cywilnej; przymusowych wysiedleń całych społeczności; zniszczenie infrastruktury fizycznej niezbędnej do podtrzymania życia w surowym pustynnym środowisku, w tym studni, sklepów spożywczych, schronienia i narzędzi rolniczych”. Oddziały RSF stosowały masowy terror względem tamtejszej ludności paląc domy i zabudowania, co potwierdzają świadkowie.
Pomimo bycia wieloletnim sojusznikiem al-Baszira i czerpania wielkich korzyści pod jego rządami, Dagalo brał udział w obaleniu prezydenta, gdy wybuchło powstanie w 2019 roku i zakończyło jego prawie 30-letnie rządy. Hemetti został wówczas zastępcą szefa Tymczasowej Rady Wojskowej.

## Po przewrocie
Dagalo stopniowo umocniał swoją władzę, zawiązując umowy cywilno-wojskowe, między innymi z [[Arabia Saudyjska|Arabią Saudyjską]]. Z jego inicjatywy doszło do masakry w Chartumie z 3 czerwca 2019 r., w której zginęło około 100 demonstrantów, a setki zostało rannych. Podczas gdy al-Bashir i inni czołowi sudańscy urzędnicy zostali oskarżeni przez Międzynarodowy Trybunał Karny o ludobójstwo i zbrodnie przeciwko ludzkości, Dagalo nie postawiono żadnych zarzutów, pomimo oskarżeń grup praw człowieka o zbrodnie wojenne popełnione przez siły, którym przewodził przez ostatnią dekadę. Przez lata Dagalo zbudowało silne więzi zarówno w regionie, jak i na arenie międzynarodowej. Wysłał siły RSF do walki z rebeliantami powiązanymi z Iranem w Jemenie, sprzymierzając się z Arabią Saudyjską i Zjednoczonymi Emiratami Arabskimi, którzy finansowali jego działalność. Spotykał się też z zachodnimi ambasadorami, prowadził rozmowy z ugrupowaniami rebeliantów, zaprowadzał pokój między walczącymi plemionami i publicznie mówił o znaczeniu demokracji w Sudanie, nie ukrywając niechęci do armii. Mohamed Hamdan Dagalo kierował rządowym zespołem negocjacyjnym z ruchami rebeliantów w [[Dżuba|Dżubie]]. I po wielu rundach z przywódcami tych ruchów, buntujących się przeciwko państwu od 2003 roku, w regionach Darfuru, Nilu Błękitnego i Kordofanu Południowego udało im się w październiku 2020 roku osiągnąć porozumienie pokojowe.
15 kwietnia 2023 roku siły RSF rozpoczęły kolejny konflikt w tym kraju, atakując bazy sudańskiej armii w Chartumie i Darfurze.